# シモンズ (寝具企業)
シモンズ株式会社（英：SIMMONS CO., LTD.）は、東京都港区に本社を置くベッドの製造・販売及び、家具の輸入・販売会社である。ニフコの連結子会社（2008年時点）。
高品質を背景とした、高いブランド力を持つ高級ベッドを主力商品として取り扱っており、高級ホテルや百貨店や家具専門店などへ商品を納めている。また、中国など海外へも商品を輸出しており、高い評価を受けている。

## 概要
元々の親会社である米シモンズ(en)が、老舗のベッド製造企業で有名人の利用者が多かったこともあり、シモンズは高級、高品質路線で販売活動を行っている。
生産については、高品質を重視するため、製造工場は日本国内に置いている。また、工場では自社製品の生産にとどまらず、高品質なベッドを生産できる能力を買われて高級ホテル向けベッドのOEMも請け負っている。高級ホテル、フォーシーズンズ、マリオットグループ、ハイアットグループ、マンダリンオリエンタルホテル、ペニンシュラホテル、IHGグループ、帝国ホテルなど主要ホテルのみならず、国内外多くのホテル、旅館等に採用されている。
販売については、直接販売ではなく、企業向けでは一部が高級ホテル優良販売ルートとなっている。これには自社商品を一般消費者に体験してもらう場にもなるといった利点もある。個人向けでは、日本全国に5ヶ所のギャラリーを置いている。ギャラリーでは販売は行わず、シモンズ製品の体験をしてもらう形式。また、日本国内と並んで海外も重要な販路であり、アジアにおける高級ホテルの相次ぐ開業は、同社の売上げを伸ばす要因となっている。

## 沿革
詳細は、企業／採用情報を参照されたい。
- 1964年（昭和39年） - 米シモンズと東京ベッド製造の合弁会社として設立
- 1987年（昭和62年） - 米シモンズから独立
- 1996年（平成8年） - 株式会社ニフコの子会社となる
- 2000年（平成12年） - ウェスティンホテルなど、高級ホテル向けブランドベッドのOEMを開始